# 27 janvier 1945
 (février 2024).
Le samedi 27 janvier 1945 est le 27e jour de l'année 1945.

## Naissances
- Nick Mason, batteur des Pink Floyd.
- Joe Ghiz, premier ministre de l'Île-du-Prince-Édouard († 9 novembre 1996).

## Décès
- Daniël Belinfante, compositeur néerlandais (° 6 mars 1893).

## Événements
- Libération du camp d’extermination d’Auschwitz-Birkenau par les troupes soviétiques, où il reste 7 000 prisonniers[1]. Les SS ont tenté de détruire les quatre fours crématoires avant de se retirer[2].